# آفتاب آریزونا
«آفتاب آریزونا» (انگلیسی: Arizona Sunshine) یک بازی ویدئویی در سبک بقا است که توسط ورتیگو گیمز و در سال ۲۰۱۶ و در پلت‌فرم مایکروسافت ویندوز، آکیولوس ریفت، پلی‌استیشن وی‌آر و اچ‌تی‌سی وایو منتشر شده‌است.